# Hans Innemée
Hans Innemée (Heerlen, 20 september 1951), geboren als Hans Peeters, is een Nederlandse kunstenaar werkzaam in Tilburg.
In Tilburg volgde hij een opleiding aan de Academie voor Beeldende Vorming. Later neemt hij de achternaam van zijn moeder aan.
Innemée heeft een herkenbare stijl. Kenmerkend zijn de gestileerde afbeeldingen van dieren en mensen. Vooral de kip, afgebeeld als een cirkel met een diagonale snavel en harkpootjes, is als een rode draad door zijn werk te vinden. Ook de muis, het schaap en de poes zijn voor velen herkenbaar. Zijn werken worden gewoonlijk voorzien van een Engelse titel en hebben vaak een humoristische of relativerende lading.
Innemée speelt aanvankelijk bas in een newwaveband. Hij gaat steeds meer de grafische technieken toepassen die hij op de academie van Ru van Rossem heeft geleerd. Uiteindelijk heeft hij zich volledig toegelegd op de schilderkunst. Innemée gebruikt een door hemzelf ontwikkelde techniek. Hij maakt monotype tekeningen op vloeipapier, die geplakt worden op handgeschept Thaïs papier (vervaardigd uit de bast van de moerbeiboom). Die worden vervolgens op houten panelen gekleefd en ingekleurd met oliepastels.